# Крапивка (Смоленская область)
Крапивка — деревня в Ярцевском районе Смоленской области России. Входит в состав Суетовского сельского поселения. Население — 14 жителей (2007 год). 
Расположена в центральной части области в 6 км к востоку от Ярцева, в 0,5 км южнее автодороги М1 «Беларусь», на берегу реки Халымка. В 3 км юго-восточнее деревни расположена железнодорожная станция Свищёво на линии Москва — Минск. 

## История
В годы Великой Отечественной войны деревня была оккупирована гитлеровскими войсками в июле 1941 года, освобождена в сентябре 1943 года.